# Avérof Neofýtou
Avérof Neofýtou (grec moderne : Αβέρωφ Νεοφύτου), né le 31 juillet 1961 à Argáka dans le district de Paphos est un homme politique chypriote,.

## Carrière politique
Il est le maire de Pólis Chrysochoús de 1991 à 1996.
Il est le représentant de Paphos de 1996 à 1999 et de Nicosie depuis 2006 sous l'étiquette du Rassemblement démocrate (DISY).
Chef du DISY depuis 2013, c’est sous sa houlette que son parti, qui n’avait pas la majorité au Parlement, a pu faire passer les réformes requises par la « troïka » (Fonds monétaire international, Commission européenne et Banque centrale européenne) après la crise financière chypriote de 2012-2013.
Il est le candidat du DISY à l'élection présidentielle chypriote de février 2023. Il est éliminé au premier tour, arrivant troisième derrière les candidats indépendants Andréas Mavroyiánnis et Níkos Christodoulídis, qui est élu au second tour.